# Geolabididae
Os Geolabidídeos (Geolabididae) foram uma família de mamíferos pré-históricos pertencentes à superordem Insectivora, ordem Lipotyphla (segundo Lopatin, 2006), subordem Soricomorpha, infraordem Soricota, superfamília Nesophontoidea. Acredita-se que eram parentes dos recentemente extintos Nesophontes.

## Taxonomia
Família Geolabididae
- Batodon - Cretáceo Superior
  - Batodon tenuis Marsh,1892 - Cretáco Superior, Campaniano a Maastrichtiano, Canadá e EUA. (Às vezes, considerado como Cimolestidae)
- Gobigeolabis Lopatin, 2004
  - Gobigeolabis verigranum Lopatin, 2004 - Paleoceno Superior, Mongólia
- Centetodon Marsh,1872 (incl. Geolabis) - Eoceno Inferior a Mioceno Inferior
  - Centetodon aztecus Lillegraven et al., 1981
  - Centetodon bembicophagus Lillegraven et al., 1981
  - Centetodon bacchanalis (McGrew, 1959)
  - Centetodon chadronensis Lillegraven et al., 1981 - Eoceno Médio (Duchesneano) ao Oligoceno (Orellano)
  - Centetodon divaricatus Korth, 1992 - Oligoceno Superior, América do Norte
- Marsholestes - Eoceno Médio, Bridgeriano
- Batodonoides - Eoceno Inferior (Wasatchiano) a Médio (Uintano) - América do Norte